# الاعتداء الجنسي من جانب أعضاء الرهبانيات الكاثوليكية الرومانية

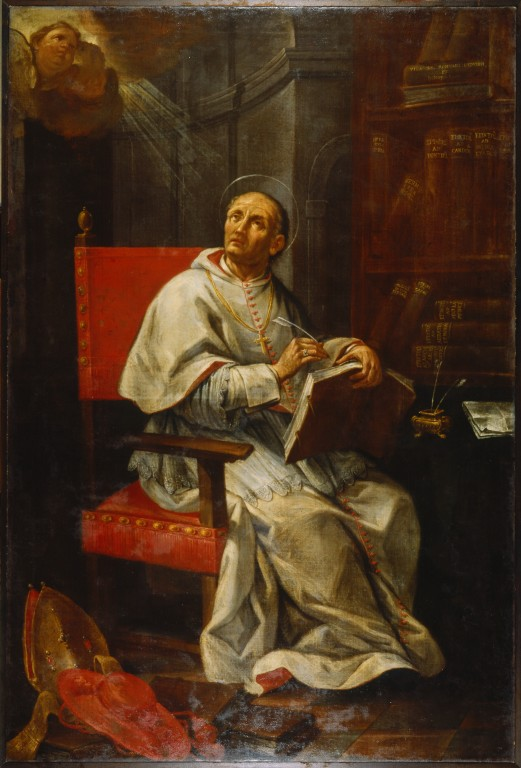

الاعتداء الجنسي من جانب أعضاء الرهبانيات الكاثوليكية الرومانية
الاعتداء الجنسي من جانب أعضاء الرهبانيات الكاثوليكية الرومانية تمييزًا له عن الاعتداء الجنسي من جانب بعض كهنة الرعية (أو كهنة الأبرشيات)، الذين يخضعون للسيطرة المباشرة للأبرشية، كان هناك أيضًا اعتداءات جنسية ضد الأطفال من قبل أعضاء الرهبانيات الكاثوليكية، والتي في كثير من الأحيان تكون مخصصة لرعاية المرضى أو للتدريس في المدراس. في حين قام رجال دين الأبرشيات بنقل الكهنة المسيئين إلى رعيات أخرى، قام أعضاء الرهبانيات من الجانب الآخر بنقل الإخوان المسيئين إلى أماكن أخرى.